# Dimitri Payet
Pour les articles homonymes, voir Payet.
Dimitri Payet, né le 29 mars 1987 à Saint-Pierre, sur l'île de La Réunion, est un footballeur international français qui joue au poste de milieu offensif.
Originaire de La Réunion, Dimitri Payet débute avec le club local de l'AS Excelsior avant d'intégrer le groupe professionnel du FC Nantes en 2004. Il poursuit ensuite sa carrière en Ligue 1 à l'AS Saint-Étienne, au Lille OSC puis à l'Olympique de Marseille. En 2015, il part en Angleterre à West Ham United où il est élu membre de l’équipe type de Premier League pour la saison 2015-2016 avant de revenir ensuite à l’Olympique de Marseille. Avec l'OM, il devient capitaine et l'un des cadres de l'équipe qui atteint notamment la finale de la Ligue Europa en 2018. Malgré l'absence de titres, son niveau technique et ses buts font de lui l'un des chouchous des supporters jusqu'à son départ à Vasco da Gama au Brésil en 2023.
Sélectionné à partir de 2010 en équipe de France, Payet atteint la finale de l'Euro 2016 où il sera élu membre de l'équipe type du tournoi, il manquera ensuite la Coupe du monde 2018 pour cause de blessure où la France est sacrée championne du monde.

## Biographie

### Enfance et formation
Dimitri Payet est né le 29 mars 1987 à Saint-Pierre, sur la côte sud de l'île de La Réunion. Son patronyme Payet est le nom de famille le plus porté sur l'île de la Réunion avec Hoarau et Grondin. Dimitri descend en ligne directe d'Antoine Payet, baptisé le 31 mai 1637 à Saint-Priest-la-Roche, un soldat français établi vers 1674 sur l'île appelée alors Île Bourbon. Le nom de famille Payet est prononcé Payette à la Réunion.
Très tôt, Dimitri Payet développe une passion pour le football, ayant pour modèle Thierry Henry. Dès l'âge de quatre ans, Payet rejoint son premier club de foot, dans la ville où il passe son enfance, Saint-Philippe. Mais trop petit, sa mère doit prendre une assurance afin qu'il puisse jouer.
Il rejoint le centre de formation du Havre AC alors qu'il n'a que 12 ans, mais est contraint de retourner sur son île natale quatre années plus tard en 2003 à la suite de cet essai infructueux.

### Carrière en club

#### AS Excelsior (2003-2004)
Il fait ses débuts en première division réunionnaise avec l'AS Excelsior en mars 2004 contre l'AS Marsouins. Il sera l'une des révélations en championnat et aura disputé en tout près de 25 matchs sur 26 possibles et inscrit 11 buts. Cette même année avant son départ pour Nantes, il remporte la Coupe de la Réunion avec les tangos en battant en finale l'US Stade Tamponnaise.

#### FC Nantes (2004-2007)
Repéré par le FC Nantes, Payet revient en métropole lors de la saison 2004-2005. Il fait d'abord ses armes avec l'équipe réserve du FC Nantes. Ses efforts sont récompensés la saison suivante, lorsque Serge Le Dizet le convoque pour un match avec l'équipe première. Le 17 décembre 2005, Dimitri Payet fait ses débuts dans l'effectif professionnel contre les Girondins de Bordeaux lors d'un match de championnat qui se solde par un nul (0-0). Le 21 janvier 2006, Il est de nouveau appelé par Serge Le Dizet contre le FC Metz. Il marque alors son premier but chez les professionnels après être entré en jeu à la place de Mamadou Diallo, le FCN s'impose 4-1. À ses débuts, il est l'un des quatre joueurs suivis par L'Académie du Foot, une émission quotidienne diffusée pendant une semaine sur Arte en 2006.
Au cours de la saison 2006-2007, il devient une pièce maîtresse du FCN en disputant 33 rencontres et marquant 5 buts. Il signe un contrat professionnel lors de cette même saison. La descente du FC Nantes en Ligue 2 le pousse à rejoindre l'AS Saint-Étienne au cours de l'été 2007. Le transfert est assorti d'un contrat de 4 ans et avoisine les 4 millions d'euros.

#### AS Saint-Étienne (2007-2011)
Il joue son premier match sous le maillot vert le 4 août 2007 contre l'AS Monaco, lors de la première journée de championnat (1-1). Pour sa première saison verte, Saint-Étienne, malgré de hautes ambitions en début de saison et un mercato intéressant, connaît une entame de championnat de France catastrophique, qui l'amène au bord de la relégation en février. Mais les verts finissent la saison en trombe accrochant ainsi la 5e place du championnat significative de qualification en Coupe UEFA. Lors de la tournée des Verts à la Réunion, fin mai 2008, Payet est capitaine et marque un but lors d'un match amical contre la sélection locale de la Réunion.
Il inscrit son premier but pour les verts en match officiel en Coupe de l'UEFA contre l'Hapoel Tel Aviv en septembre 2008, ainsi que son premier but en championnat contre Bordeaux, le même mois. Par la suite, il prolonge son contrat avec l'AS Saint-Étienne jusqu'en 2013. Il marque un doublé contre Lorient en 32e de finale de Coupe de France le 24 janvier 2010.
Lors de la 37e journée de Ligue 1 face à Toulouse, le 8 mai 2010, une altercation avec son coéquipier et capitaine Blaise Matuidi se produit sur le terrain. Payet, n'acceptant pas les reproches de son capitaine et de Yohan Benalouane, assène un coup de tête à Matuidi et tente de le frapper avant d'être séparé par ses coéquipiers et l'arbitre Bruno Coué. Il sera par la suite mis à pied par son président Roland Romeyer. Depuis entre les deux coéquipiers verts et bleus tout va bien, Payet déclarant que cela « n'avait pas lieu d'être » et qu'ils sont « repartis sur de nouvelles bases », Matuidi, lui, explique cette altercation par un « manque de maturité ».
Le samedi 28 août 2010, lors du match comptant pour la 4e journée du championnat de Ligue 1, il inscrit un triplé face au RC Lens au stade Geoffroy-Guichard. Le 18 septembre 2010, lors du match face au Montpellier Hérault Sport Club comptant pour la 6e journée, il inscrit un doublé permettant à l'AS Saint-Étienne de se hisser à la première place du championnat, une première depuis 1982. Il conforte aussi à cette occasion sa position de leader au classement des buteurs. Le samedi 25 septembre 2010, lors du 100e derby Olympique lyonnais - AS Saint-Étienne au Stade de Gerland, il s'illustre en inscrivant le but victorieux d'un coup franc en pleine lucarne (0-1) à la 75e minute. Il permet ainsi à l'ASSE de battre l'OL pour la première fois depuis 1994 et de rester en tête du championnat. Ce but est le septième en autant de matchs en 2010-2011. Ce début de saison tonitruant lui permet de faire ses premiers pas en équipe de France. Mais après, le joueur rentre dans une passe difficile, commencé par un pénalty loupé contre le SM Caen à quelques minutes du coup de sifflet final. Il ne marque plus de la mi-saison. Le 29 janvier 2011, lors de la rencontre de Ligue 1 face au Toulouse FC dans le Chaudron, Dimitri Payet, pourtant disponible, n'est pas sur la feuille de match ; il a en effet révélé, trois jours plus tôt, ne plus vouloir jouer pour l'ASSE et déclare de son propre chef vouloir partir pour le PSG. Le 31 janvier 2011, l'affaire se termine : les dirigeants des Verts ont refusé une offre de 10 M€ de Chelsea FC et de 8 M€ du Paris Saint-Germain dirigé par Robin Leproux, et conservent le joueur pour la suite de la saison.
Après ce transfert avorté, Payet connaît un grand passage à vide, où il perd d'ailleurs sa place de titulaire au profit d'Alejandro Alonso la recrue hivernale. Ce n'est que cinq mois après son dernier but, contre l'OGC Nice, que Payet inscrit son neuvième but de la saison d'une frappe de 25 m face au Stade brestois. Il retrouve enfin son meilleur niveau face à l'AS Nancy en inscrivant un doublé alors que les Stéphanois étaient menés (1-0). Il finit ainsi la saison sur un total de 13 buts pour sa dernière année à Saint-Étienne.

#### LOSC Lille (2011-2013)

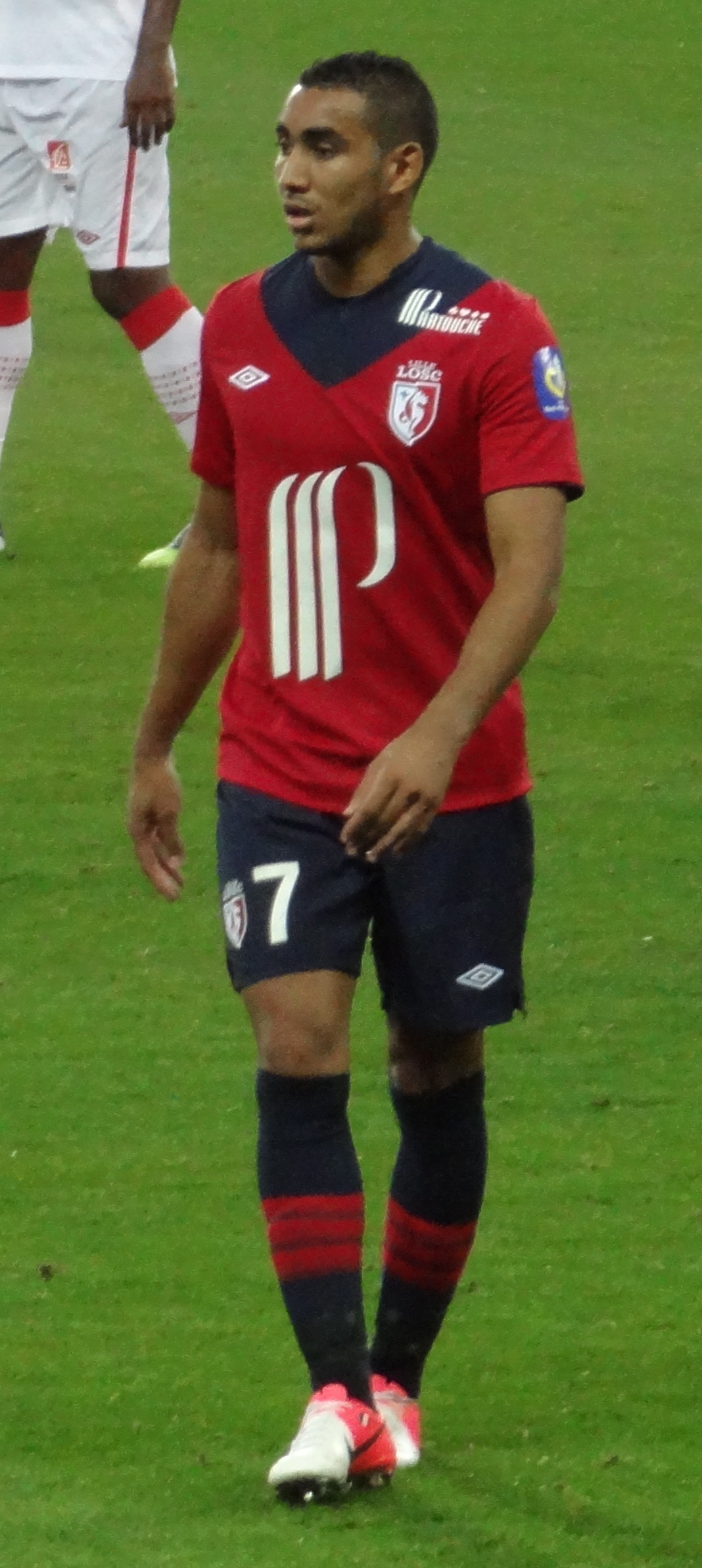
Dimitri Payet sous les couleurs du LOSC.

Payet s'engage avec les champions de France en titre, le Lille OSC, le 28 juin 2011 durant le mercato estival à la suite d'un transfert de 8 millions d'euros, accompagné de bonus de 2 millions d'euros, pour les quatre prochaines saisons. Cette somme fait de lui la troisième recrue estivale la plus chère de Ligue 1, derrière les Parisiens Javier Pastore et Kevin Gameiro. Il est engagé afin de remplacer Gervinho partant pour Arsenal. Il joue son premier match officiel sous les couleurs du LOSC le 22 juillet 2011 lors du Trophée des champions face à l'Olympique de Marseille, dauphin du LOSC la saison précédente, match perdu 5-4 au terme d'une fin de match palpitante. Il est à créditer d'un assez bon match.
Alors qu'il est convoqué par Laurent Blanc en équipe de France afin d'affronter le Chili, il se blesse face à l'AS Nancy-Lorraine lors de la première journée et ne peut donc honorer cette sélection, il est toutefois opérationnel pour la réception de Montpellier lors de la 2e journée de Ligue 1. Par la suite, il se blesse à nouveau et doit être opéré au genou le 15 septembre 2011 ; il manquera les quatre semaines suivantes. Le 15 octobre 2011, il inscrit son premier but sous les couleurs lilloises face à l'AJ Auxerre (victoire 1-3) pour le compte de la 10e journée de championnat. Il inscrit son deuxième but chez les dogues face au Stade brestois 29, le 26 novembre 2011. Ses débuts difficiles dans le Nord lui font toutefois subir la concurrence de l'ancien ailier de Chelsea FC Joe Cole ; il ne dispute ainsi que 53 minutes lors des cinq premiers matchs de Ligue des champions.
Malgré un début de saison 2012-2013 difficile pour le LOSC, Payet se révèle une pièce maîtresse du groupe. À la mi-saison, il est impliqué dans plus de la moitié des buts lillois. Au terme de la 26e journée de Ligue 1, il inscrit 12 buts, dont le premier de sa carrière de la tête contre le Stade rennais le 15 février et un doublé face à l'AC Ajaccio la semaine suivante, et délivre 10 passes décisives.

#### Olympique de Marseille (2013-2015)
Payet signe officiellement le 3 juillet 2013 avec l'Olympique de Marseille pour une durée de quatre ans. Le montant du transfert avoisinerait les 10 millions d'euros, dont 1,2 de bonus. Le 11 août 2013, il joue son premier match sous le maillot olympien à l'EA Guingamp (3-1) et s'offre un doublé lors de la première journée de Ligue 1. Il marque de nouveau lors de la seconde journée contre l'Evian TG (2-0). Le 8 février 2014, il s'offre un doublé contre le SC Bastia (3-0).
Le 29 août 2014, face a l'OGC Nice, il marque son troisième doublé avec le club phocéen. Le 16 mai 2015, lors de la large victoire de l'OM contre son ancien club du LOSC (0-4), il délivre sa seizième passe décisive de la saison et devient le second meilleur passeur décisif sur une saison en Ligue 1, dépassant le nombre de passes décisives d'Eden Hazard (15 passes lors de la saison 2011-2012) et derrière Marvin Martin, recordman avec 17 passes lors de la saison 2010-2011. Dimitri Payet termine meilleur passeur de la saison 2014-2015,.

#### West Ham United (2015-2017)

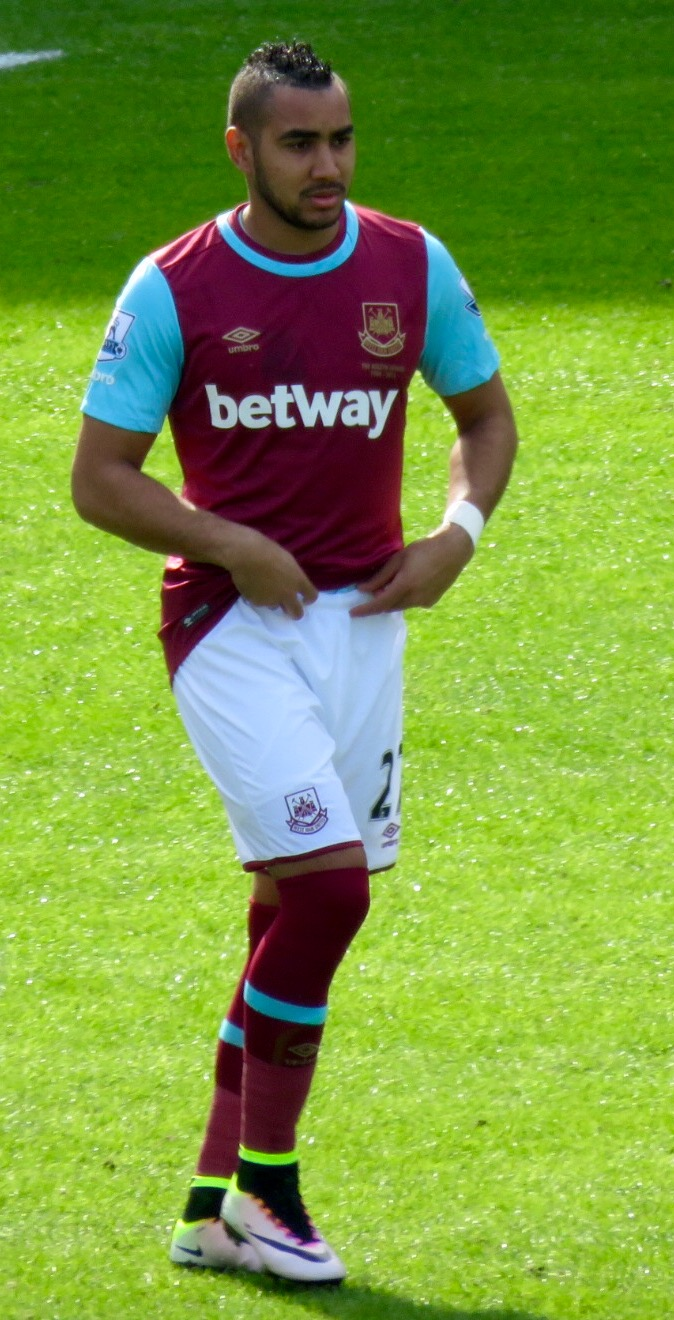
Dimitri Payet sous le maillot de West Ham United en 2016.

Le 26 juin 2015, Dimitri Payet s'engage avec West Ham pour cinq saisons. Le transfert s'élève à 15 millions d'euros. Il joue son premier match officiel avec le club anglais lors d'un match de Ligue Europa contre l'Astra Giurgiu, le 30 juillet 2015. Titulaire, il délivre une passe décisive pour Enner Valencia sur l'ouverture du score mais les deux équipes se neutralisent ce jour-là (2-2). Lors de la première journée de championnat contre Arsenal le 9 août 2015, il offre une passe décisive à Cheikhou Kouyaté pour une victoire 2-0 et inscrit son premier but avec les Hammers la semaine suivante, mais ne peut empêcher la défaite 2 à 1 des siens, face au Leicester FC. Le 14 septembre, Payet réalise un doublé contre Newcastle qui donne la victoire aux siens (2-0), atteignant ainsi le top 5 du classement du championnat. Sa performance lui vaut les éloges de son entraîneur croate, Slaven Bilić : « Il est fantastique mais cela ne me surprend pas. Je connais Dimitri et je voulais le prendre l’an dernier au Besiktas, mais ce n’était pas possible. C’est un joueur brillant et ce n’est pas seulement un joueur qui fait la différence durant les matches avec ses buts, il est aussi très bon dans la conservation du ballon et pour rendre les autres meilleurs ». Le 10 mai 2016, lors de la 37e journée en Premier League, il offre deux passes décisives et arrache la victoire à domicile contre Manchester United (3-2) après que son équipe ait été menée 2-1 à un quart d'heure de la fin. Selon une statistique publiée par le Daily Mail, il est le second meilleur tireur de coups francs d'Angleterre lors de la saison 2015-2016 avec cinq buts sur les trente coups francs qu'il a tiré en compétition anglaise (17 % de réussite), seulement devancé par Willian avec six buts sur 29 tentatives (21 % de réussite).

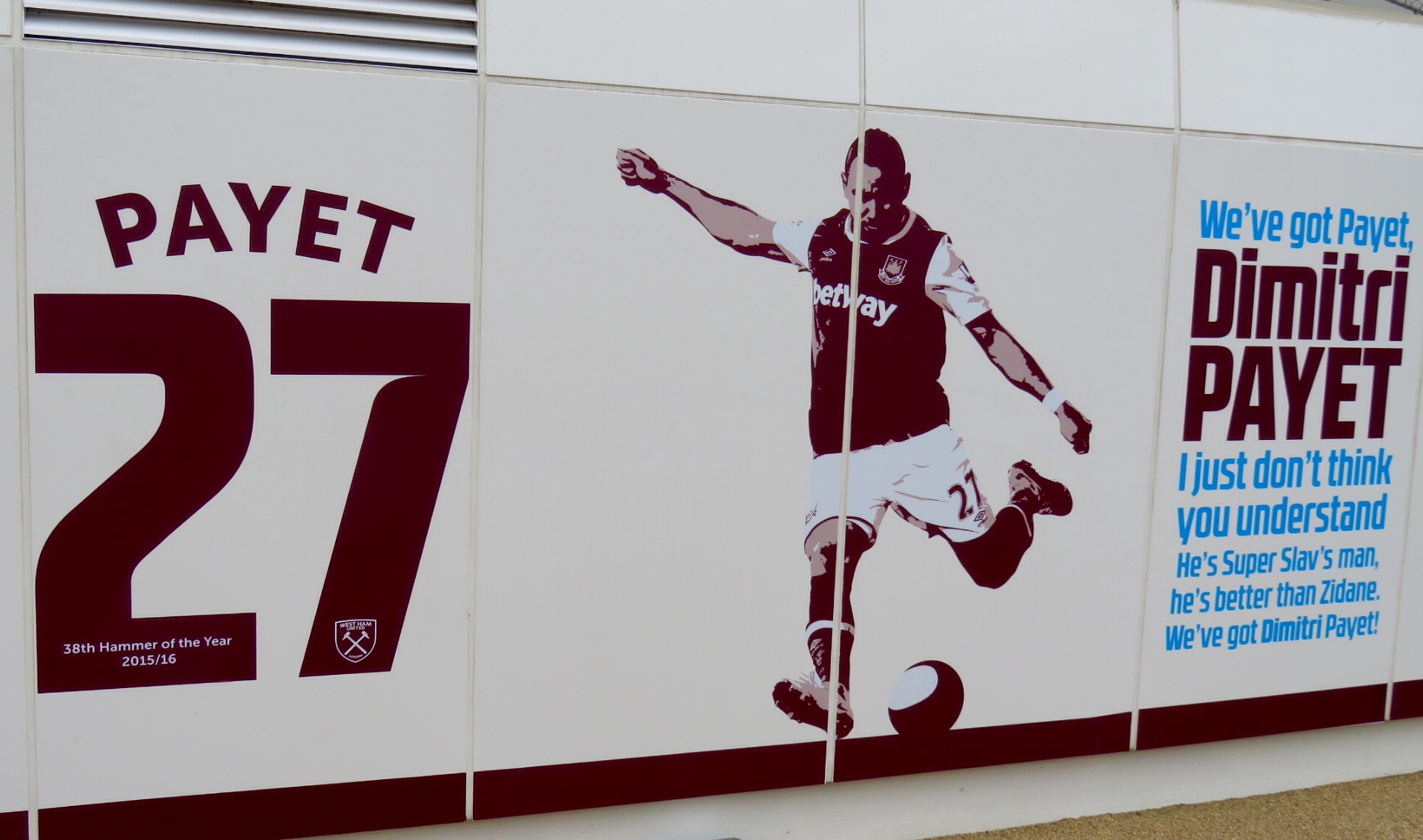
Peinture murale au Stade olympique de Londres après sa nomination comme Hammers de la saison 2015-2016.

Au terme de sa première saison avec les Hammers, il sera élu membre de l'équipe type de Premier League, meilleur joueur londonien de Premier League, ainsi que joueur de l’année de West Ham pour la saison 2015-2016.
Il sera classé 17e du Ballon d'or 2016 par le magazine France Football.

#### Olympique de Marseille (2017-2023)

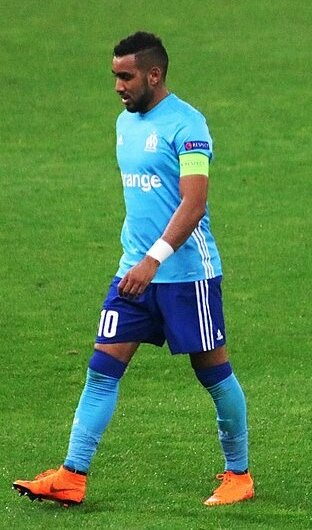
Dimitri Payet sous le maillot de l'OM en 2018.

Courtisé par Manchester United, le Réunionnais retourne à l'Olympique de Marseille le 30 janvier 2017 en signant un contrat d'une durée de quatre ans et demi,. Il fait son retour sous le maillot olympien en entrant en jeu lors de la prolongation contre l'Olympique lyonnais en seizième de finale de Coupe de France. Il marque son premier but depuis son retour lors de sa première titularisation en championnat, le 8 février, en inscrivant un coup-franc détourné lors d'une victoire deux buts à zéro face à l'En avant Guingamp.
Au début de la saison 2017-2018, Payet est promu capitaine après le départ de Bafétimbi Gomis. Malgré un début d'exercice compliqué, il retrouve peu à peu le niveau qui était le sien en Angleterre. En avril 2018, Payet joue un rôle essentiel dans la victoire marseillaise en Ligue Europa contre le RB Leipzig. Il délivre une passe décisive à Florian Thauvin avant de marquer un but de l'extérieur du pied qui aide son équipe à s'imposer 5-2 et à se qualifier pour les demi-finales. Payet se montre une nouvelle fois décisif en délivrant une passe pour Rolando lors de la demi-finale retour contre le Red Bull Salzbourg. Marseille parvient à atteindre la finale d'une Coupe d'Europe pour la première fois depuis 2004. Il se blesse quelques jours avant la finale contre l'Atlético de Madrid et Garcia décide de le ménager pour la rencontre. Finalement titularisé, Payet souffre de sa blessure et doit quitter rapidement le terrain, en larmes,. Il assiste à la défaite des Phocéens sur le score de 3-0. Pour beaucoup de spécialistes, la sortie du meneur de jeu a déstabilisé son équipe qui dominait leur adversaire jusque là. Payet est néanmoins sacré meilleur passeur de la compétition avec sept passes décisives et sa réalisation contre Leipzig reçoit le prix du « plus beau but de saison ». Il est également co-meilleur passeur de la Ligue 1 avec Neymar, comptant treize passes décisives. Il est en outre le joueur de Ligue 1 ayant délivré le plus de passes clés. Au total, Payet a marqué dix buts et délivré vingt-deux passes décisives toutes compétitions confondues.
Le 10 août 2018, Payet devient le premier joueur à inscrire un but en Ligue 1 à la suite de l'utilisation de l'assistance vidéo à l'arbitrage lors de la victoire des Marseillais contre le Toulouse FC (4-0) en ouverture du championnat.
Le 10 novembre 2019, Payet marque deux buts lors d'une rencontre de championnat face à l'Olympique lyonnais et permet à son équipe de s'imposer (2-1 score final).
Alors que Dimitri Payet démarrait plutôt bien la saison 2020-2021 en Ligue 1 avec une passe décisive pour Thauvin lors d'un classico contre le PSG et un but face à Lyon, il prend des kilos et n'est pas dans le meilleur de sa forme même s'il marque de temps en temps (MHSC, Olympiakos…). Après le match OM-Nîmes perdu par les Olympiens, dans le vestiaire, une dispute éclate entre Payet et Thauvin pour des questions d'argent et de jeu, séparé par Mandanda. L'arrivée de Jorge Sampaoli aux commandes va donner un coup de fouet à Dimitri Payet qui va perdre jusqu'à 7 kilos. Il commence peu à peu à être de plus en plus performant, à l'exemple de son match contre Lorient où il inscrit un but et offre une passe décisive à Pol Lirola pour une victoire trois buts à un à domicile. Le 23 avril 2021, Marseille se déplace à Reims pour la 34e journée de Ligue 1. Les Phocéens remportent le match 3-1. Payet est impliqué dans les 3 buts marseillais de la rencontre avec 2 buts et une passe désicive. Il termine Homme du Match. Lors de l'avant-dernière journée de Ligue 1, l'OM se qualifie pour la Ligue Europa 2021-2022 en finissant 5e au classement. En affrontant Angers pour gagner 3-2 grâce à un triplé de Milik dont une passe de Payet.
Alors que l'OM change littéralement son effectif avec les arrivées de Gerson, Cengiz Ünder, Mattéo Guendouzi, William Saliba, Konrad de la Fuente et 8 autres joueurs, Payet reste un des cadres de l'effectif, inscrivant notamment 4 buts en 5 matchs amicaux. Début août 2021, Dimitri Payet annonce que son objectif est de vite atteindre les 100 buts et 100 passes décisives en Ligue 1. Il démarre d'ailleurs la saison en inscrivant deux buts contre Montpellier, portant son total à 89 buts depuis le début de sa carrière en Ligue 1.
Le 22 août 2021, l'OM se déplace à Nice pour la 3e journée de Ligue 1. Mais à la 75e minute, Payet reçoit une bouteille d'eau sur le dos, venant des Ultras Sud de l'OGC Nice. Le joueur s'effondre sur la pelouse mais continue de recevoir des bouteilles. Il se relève et rejette une bouteille au public niçois. Ce qui provoque une bagarre générale entre des joueurs de Nice, de Marseille et les supporters ultras. Le match est interrompu pendant un certain temps (plus de 45 minutes), Gerson, Guendouzi et Luan Peres sont également blessés par des marques. L'arbitre, la LFP et l'ensemble du club niçois sont d'accord pour reprendre le match. Mais les Marseillais ne reprennent ne se sentant pas en sécurité, l'OM perd sur tapis vert mais la victoire n'est pas compté pour Nice en attendant les sanctions disciplinaires,. Le 21 novembre 2021, il est de nouveau victime d'un jet de bouteille, cette fois-ci en pleine tête à la 5e minute du match entre l'Olympique Lyonnais et l'Olympique de Marseille alors qu'il s'apprêtait à tirer un corner. Le match est interrompu et après deux heures de tergiversation, l'arbitre de la rencontre arrête définitivement le match. À l'issue de la rencontre, il exprime en zone mixte son désarroi en ces mots « je ne sais plus quoi faire, je ne sais plus quoi dire ». Le lendemain, il porte plainte contre X. 
Sans attendre la décision de la commission de discipline, le patron de l'OM Jacques Cardoze dénonce « une parodie de justice » et juge « illégitime » la commission de discipline qui doit prononcer une sanction, précipitation regrettée par Pablo Longoria et l'équipe dirigeante de l'Olympique de Marseille. Le weekend suivant, Payet offre une passe décisive à Pol Lirola pour donner les trois points de la victoire contre l'ESTAC dans un match terne, montrant ainsi une force de caractère exemplaire. À la fin de la saison 2021-2022, avec douze buts dont sept pénaltys, Dimitri Payet est le deuxième meilleur buteur du championnat sur pénalty, derrière Wissam Ben Yedder (huit pénaltys). Avec 58,3 % de ses buts inscrits sur coup de pied de réparation, il obtient le meilleur ratio parmi les joueurs ayant inscrit au moins dix buts lors de la saison de Ligue 1.
Lors de la saison 2022-2023, il inscrit son centième but en Ligue 1 sur pénalty contre l'AC Ajaccio (défaite 1-2) et devient le premier joueur du XXIe siècle à inscrire 100 buts et délivrer 100 passes décisives dans l'élite hexagonale.
En 2022, le magazine So Foot le classe dans le top 1000 des meilleurs joueurs du championnat de France, à la 100e place. En décembre 2022, il inaugure un stade à son nom dans la commune de Salon de Provence.
Le 21 juillet 2023, le président Pablo Longoria et Dimitri Payet annoncent lors d'une conférence de presse le départ du joueur de l'Olympique de Marseille, après neuf saisons sous les couleurs olympiennes.

#### CR Vasco da Gama (2023-2025)
Le 13 août 2023, Dimitri Payet s'engage avec le club brésilien du CR Vasco da Gama pour une durée de deux ans,. Payet inscrit son premier but pour le CR Vasco da Gama le 19 octobre 2023, lors d'une rencontre de première division brésilienne face au Fortaleza EC. Titulaire, il donne la victoire à son équipe en étant le seul buteur du match.
En janvier 2024, il participe à la deuxième édition du tournoi de pré saison Serie Río de La Plata, se disputant en Uruguay et regroupant 21 équipes dont neuf clubs argentins. Le 29 octobre 2024, Payet réalise un doublé pour Vasco da Gama, lors d'une rencontre de championnat face au Esporte Clube Bahia. Il permet ainsi à son équipe de s'imposer par trois buts à deux.
Le 9 juin 2025, le club annonce le départ du joueur après soixante-quinze matchs pour sept buts et treize passes décisives en deux ans.

### Carrière internationale

#### Équipe de France espoirs (2007-2008)
Dimitri Payet participe à sa première rencontre espoirs officielle le 1er juin 2007 contre la Roumanie (1-1) dans le cadre des éliminatoires de l'Euro Espoirs 2009 ; il est titulaire. Il participe également aux matchs contre le Pays de Galles (1-0), Malte (2-0), la Bosnie (4-0), et le match retour contre le Pays de Galles (2-4). Il totalise donc 5 matchs en éliminatoires pour un but marqué contre le Pays de Galles le 20 novembre 2007. À noter que Dimitri Payet participe au match amical contre l'Italie (1-2) le 21 août 2007 en étant titulaire.
Il compte 12 sélections et 4 buts avec les « Bleuets ».

#### Équipe de France (2010-2018)

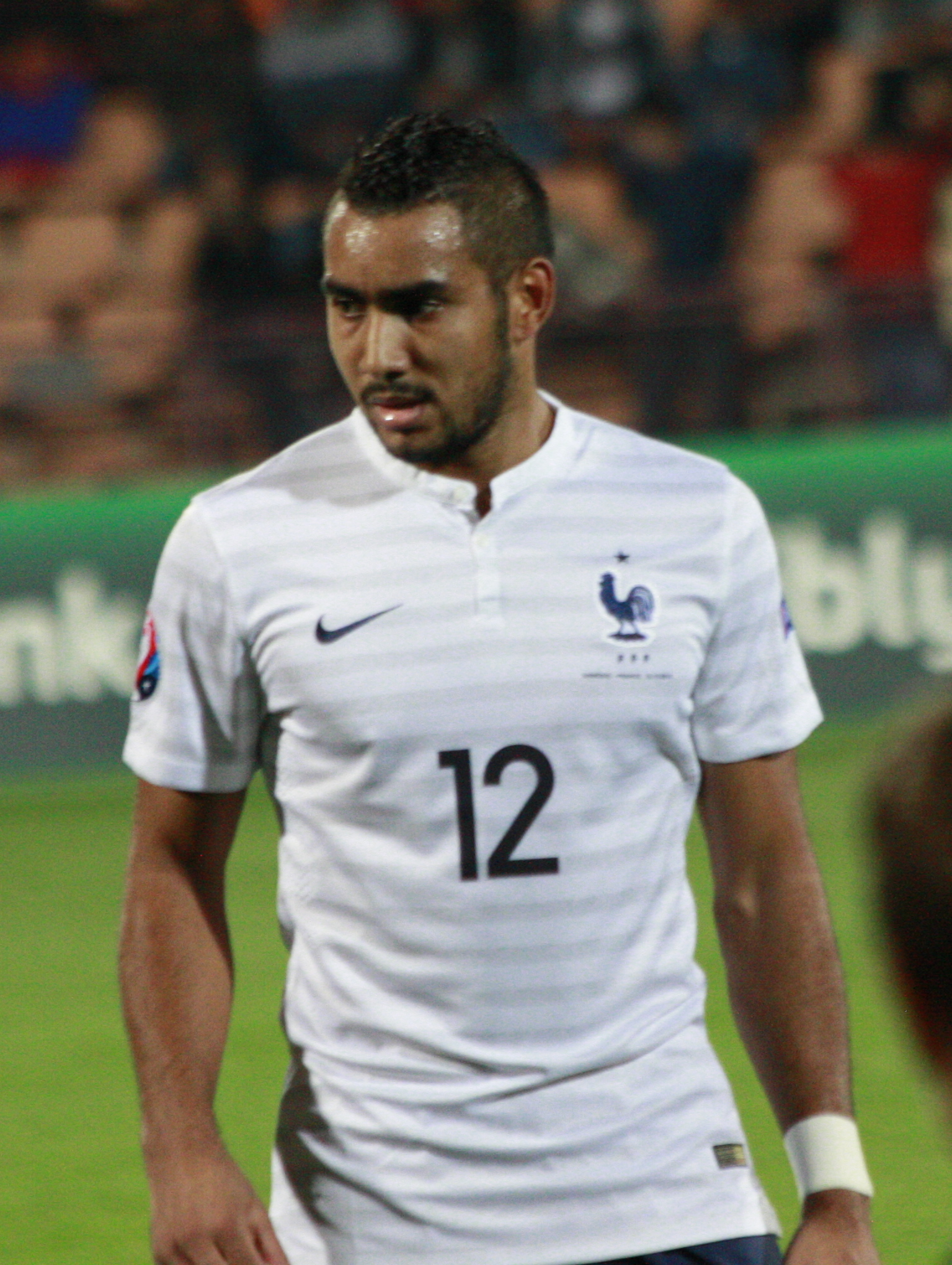
Dimitri Payet sous le maillot de l'Équipe de France en 2014.

Dimitri Payet est appelé pour la première fois en équipe de France le 30 septembre 2010 par Laurent Blanc pour les matchs contre la Roumanie le 9 octobre 2010 et le Luxembourg le 13 octobre 2010. Il entre à cinq minutes de la fin à la place de Karim Benzema face à la Roumanie et délivre une passe décisive pour Yoann Gourcuff qui marque le deuxième but de l'équipe de France à la dernière minute du match (2-0) puis offre de nouveau une passe décisive à Yoann Gourcuff à l'issue d'un coup franc joué rapidement contre le Luxembourg (2-0). Après cette première expérience internationale, il retourne en club avec le « sentiment du travail bien fait » et déclare que ça va lui « servir pour la suite de la saison » et qu'il va « continuer à travailler pour revenir le plus vite possible ». Dimitri Payet est de nouveau sélectionné avec l'équipe de France le 17 novembre 2010 contre l'Angleterre à Wembley lors d'une victoire deux buts à un puis n'est plus sectionné avant le 4 août 2011 mais il déclare forfait pour cause d'une blessure au tibia.
Puis une année se passe avant son retour dans le groupe de l'équipe de France le 9 août 2012 pour le match opposant les Bleus à l'Uruguay. Il n'entre pas en jeu, pas plus que lors de France-Italie où il est appelé le 8 novembre 2012 ni pour les deux rencontres en mars 2013. C'est l'occasion de la tournée sud-américaine des Bleus début juin, qu'il joue ses quatrième et cinquième matchs sous le maillot de l’Équipe de France lors de deux match amicaux en Uruguay puis face au Brésil.
Non sélectionné depuis octobre 2013, Dimitri Payet ne fait pas partie de la liste du sélectionneur Didier Deschamps pour disputer la coupe du monde 2014 au Brésil.
Le 2 octobre 2014, Didier Deschamps le rappelle ainsi que son coéquipier André-Pierre Gignac en vue des matchs amicaux contre le Portugal et l'Arménie puis est appelé par Didier Deschamps à chaque rassemblement lors de cette saison. Pilier de l'OM, il commence à s'imposer petit à petit au sein de l'équipe de France lors de la victoire deux buts à zéro contre le Danemark en réalisant une prestation de qualité. Sacré meilleur passeur de ligue 1 avec 16 passes décisives, il est logiquement rappelé au rassemblement suivant pour deux matchs contre la Belgique puis l'Albanie. Le 7 juin 2015, il marque son premier but en sélection contre la Belgique. À la suite de son départ pour l'Angleterre, il n'est pas rappelé lors du rassemblement pour les deux premiers matchs de rentrée de la saison 2015-2016, Didier Deschamps ayant déclaré qu'il attendait plus de lui.
Il n'est pas appelé pour les rassemblements d'octobre et de novembre non plus. Il est rappelé le 17 mars 2016 pour les matchs face aux Pays-Bas et la Russie grâce à une bonne entame de saison sous les couleurs de West Ham United. Il est titulaire face aux Pays-Bas puis entre en jeu face à la Russie, il remplace Antoine Griezmann à la 63e minute et marque deux minutes après son entrée en jeu d'un magnifique coup franc des 30 mètres avant d'adresser une passe décisive à Kingsley Coman, le jour de son 29e anniversaire.
Il fait ensuite partie de la liste des 23 joueurs français sélectionnés pour disputer l'Euro 2016. Lors du premier match de préparation contre le Cameroun, il retrouve la pelouse de ses débuts professionnels et marque son second coup franc direct sous le maillot bleu, offrant ainsi la victoire à l'Équipe de France trois buts à deux. Le 10 juin 2016, lors du match d'ouverture de l'Euro 2016 contre la Roumanie, il est l'auteur d'une passe décisive pour Olivier Giroud puis inscrit le but de la victoire grâce à une puissante frappe enroulée de 20 mètres du pied gauche qui finit en pleine lucarne (2-1). Un « but d'anthologie » selon la plupart des observateurs. Remplacé en fin de match, il sort du terrain ému aux larmes. Il récidivera lors de la rencontre suivante face à l'Albanie le 15 juin 2016 en inscrivant le deuxième but français à la fin des arrêts de jeu (2-0). Lors des quarts de finale de l'Euro 2016 contre l'Islande, Payet inscrit le troisième but du match puis offre une passe décisive de Antoine Griezmann lors de la qualification cinq buts à deux pour les demi-finales. Après une victoire de la France sur l'Allemagne deux buts à zéro, la sélection s'incline en finale lors de la prolongation contre le Portugal. Il fait partie de l'équipe type de la compétition.
Blessé lors de la finale de la Ligue Europa 2017-2018 le 16 mai face à l'Atlético de Madrid, Dimitri Payet ne fait pas partie des vingt-trois sélectionnés pour la Coupe du monde de football 2018, annoncés par Didier Deschamps 24 heures plus tard. Il honore sa dernière sélection en bleu le 11 octobre 2018 lors d'un match amical contre l'Islande et n'est plus rappelé par la suite.

## Statistiques

### Statistiques détaillées
| Saison                | Club                   | Championnat           | Championnat | Championnat | Championnat | Coupe nationale | Coupe nationale | Coupe nationale | Coupe de la Ligue | Coupe de la Ligue | Coupe de la Ligue | Supercoupe | Supercoupe | Supercoupe | Compétition(s) continentale(s) | Compétition(s) continentale(s) | Compétition(s) continentale(s) | Compétition(s) continentale(s) | Autres compétitions | Autres compétitions | Autres compétitions | Autres compétitions | Total | Total | Total |
| Saison                | Club                   | Division              | M.          | B.          | P.d.        | M.              | B.              | P.d.            | M.                | B.                | P.d.              | M.         | B.         | P.d.       | Comp.                          | M.                             | B.                             | P.d.                           | Comp.               | M.                  | B.                  | P.d.                | M.    | B.    | P.d.  |
| 2005-2006             | FC Nantes              | Ligue 1               | 3           | 1           | 0           | 1               | 0               | 0               | -                 | -                 | -                 | -          | -          | -          | -                              | -                              | -                              | -                              | -                   | -                   | -                   | -                   | 4     | 1     | 0     |
| 2006-2007             | FC Nantes              | Ligue 1               | 30          | 4           | 1           | 4               | 0               | 0               | 1                 | 0                 | 0                 | -          | -          | -          | -                              | -                              | -                              | -                              | -                   | -                   | -                   | -                   | 35    | 4     | 1     |
| Sous-total            | Sous-total             | Sous-total            | 33          | 5           | 1           | 5               | 0               | 0               | 1                 | 0                 | 0                 | -          | -          | -          | -                              | -                              | -                              | -                              | -                   | -                   | -                   | -                   | 39    | 5     | 1     |
| 2007-2008             | AS Saint-Étienne       | Ligue 1               | 31          | 0           | 2           | -               | -               | -               | -                 | -                 | -                 | -          | -          | -          | -                              | -                              | -                              | -                              | -                   | -                   | -                   | -                   | 31    | 0     | 2     |
| 2008-2009             | AS Saint-Étienne       | Ligue 1               | 30          | 4           | 6           | 1               | 0               | 0               | 1                 | 0                 | 0                 | -          | -          | -          | C3                             | 10                             | 3                              | 1                              | -                   | -                   | -                   | -                   | 42    | 7     | 7     |
| 2009-2010             | AS Saint-Étienne       | Ligue 1               | 35          | 2           | 6           | 4               | 3               | 1               | 2                 | 0                 | 2                 | -          | -          | -          | -                              | -                              | -                              | -                              | -                   | -                   | -                   | -                   | 41    | 5     | 9     |
| 2010-2011             | AS Saint-Étienne       | Ligue 1               | 33          | 13          | 4           | 1               | 0               | 0               | -                 | -                 | -                 | -          | -          | -          | -                              | -                              | -                              | -                              | -                   | -                   | -                   | -                   | 34    | 13    | 4     |
| Sous-total            | Sous-total             | Sous-total            | 129         | 19          | 18          | 6               | 3               | 1               | 3                 | 0                 | 2                 | -          | -          | -          | -                              | 10                             | 3                              | 1                              | -                   | -                   | -                   | -                   | 148   | 25    | 22    |
| 2011-2012             | LOSC Lille             | Ligue 1               | 33          | 6           | 6           | 3               | 0               | 0               | 2                 | 0                 | 0                 | 1          | 0          | 0          | C1                             | 4                              | 0                              | 0                              | -                   | -                   | -                   | -                   | 43    | 6     | 6     |
| 2012-2013             | LOSC Lille             | Ligue 1               | 38          | 12          | 12          | 3               | 1               | 2               | 3                 | 0                 | 0                 | -          | -          | -          | C1                             | 8                              | 0                              | 1                              | -                   | -                   | -                   | -                   | 52    | 13    | 15    |
| Sous-total            | Sous-total             | Sous-total            | 71          | 18          | 18          | 6               | 1               | 2               | 5                 | 0                 | 0                 | 1          | 0          | 0          | -                              | 12                             | 0                              | 1                              | -                   | -                   | -                   | -                   | 95    | 19    | 21    |
| 2013-2014             | Olympique de Marseille | Ligue 1               | 36          | 8           | 4           | 2               | 0               | 1               | 2                 | 0                 | 0                 | -          | -          | -          | C1                             | 5                              | 0                              | 1                              | -                   | -                   | -                   | -                   | 45    | 8     | 6     |
| 2014-2015             | Olympique de Marseille | Ligue 1               | 36          | 7           | 16          | 1               | 0               | 0               | 1                 | 0                 | 0                 | -          | -          | -          | -                              | -                              | -                              | -                              | -                   | -                   | -                   | -                   | 38    | 7     | 16    |
| Sous-total            | Sous-total             | Sous-total            | 72          | 15          | 20          | 3               | 0               | 1               | 3                 | 0                 | 0                 | -          | -          | -          | -                              | 5                              | 0                              | 1                              | -                   | -                   | -                   | -                   | 83    | 15    | 22    |
| 2015-2016             | West Ham United        | Premier League        | 30          | 9           | 12          | 6               | 3               | 2               | 1                 | 0                 | 0                 | -          | -          | -          | C3                             | 1                              | 0                              | 1                              | -                   | -                   | -                   | -                   | 38    | 12    | 15    |
| 2016-2017             | West Ham United        | Premier League        | 18          | 2           | 6           | -               | -               | -               | 4                 | 1                 | 1                 | -          | -          | -          | -                              | -                              | -                              | -                              | -                   | -                   | -                   | -                   | 22    | 3     | 7     |
| Sous-total            | Sous-total             | Sous-total            | 48          | 11          | 18          | 6               | 3               | 2               | 5                 | 1                 | 1                 | -          | -          | -          | -                              | 1                              | 0                              | 1                              | -                   | -                   | -                   | -                   | 60    | 15    | 22    |
| 2016-2017             | Olympique de Marseille | Ligue 1               | 15          | 4           | 2           | 2               | 1               | 0               | -                 | -                 | -                 | -          | -          | -          | -                              | -                              | -                              | -                              | -                   | -                   | -                   | -                   | 17    | 5     | 2     |
| 2017-2018             | Olympique de Marseille | Ligue 1               | 31          | 6           | 13          | 2               | 1               | 1               | -                 | -                 | -                 | -          | -          | -          | C3                             | 14                             | 3                              | 7                              | -                   | -                   | -                   | -                   | 47    | 10    | 21    |
| 2018-2019             | Olympique de Marseille | Ligue 1               | 31          | 4           | 6           | 1               | 0               | 0               | 1                 | 0                 | 0                 | -          | -          | -          | C3                             | 5                              | 2                              | 1                              | -                   | -                   | -                   | -                   | 38    | 6     | 7     |
| 2019-2020             | Olympique de Marseille | Ligue 1               | 22          | 9           | 4           | 4               | 3               | 1               | 1                 | 0                 | 0                 | -          | -          | -          | -                              | -                              | -                              | -                              | -                   | -                   | -                   | -                   | 27    | 12    | 5     |
| 2020-2021             | Olympique de Marseille | Ligue 1               | 33          | 7           | 9           | 1               | 0               | 0               | -                 | -                 | -                 | 1          | 1          | 0          | C1                             | 6                              | 2                              | 0                              | -                   | -                   | -                   | -                   | 41    | 10    | 9     |
| 2021-2022             | Olympique de Marseille | Ligue 1               | 31          | 12          | 9           | 4               | 0               | 0               | -                 | -                 | -                 | -          | -          | -          | C3+C4                          | 4+7                            | 1+3                            | 0+3                            | -                   | -                   | -                   | -                   | 46    | 16    | 12    |
| 2022-2023             | Olympique de Marseille | Ligue 1               | 24          | 4           | 3           | 1               | 0               | 0               | -                 | -                 | -                 | -          | -          | -          | C1                             | 2                              | 0                              | 0                              | -                   | -                   | -                   | -                   | 27    | 4     | 3     |
| Sous-total            | Sous-total             | Sous-total            | 187         | 46          | 46          | 15              | 5               | 2               | 2                 | 0                 | 0                 | 1          | 1          | 0          | -                              | 38                             | 11                             | 11                             | -                   | -                   | -                   | -                   | 243   | 63    | 59    |
| 2023                  | Vasco da Gama          | Brasilieirão          | 17          | 2           | 1           | -               | -               | -               | -                 | -                 | -                 | -          | -          | -          | -                              | -                              | -                              | -                              | -                   | -                   | -                   | -                   | 17    | 2     | 1     |
| 2024                  | Vasco da Gama          | Brasilieirão          | 23          | 3           | 3           | 8               | 0               | 2               | -                 | -                 | -                 | -          | -          | -          | -                              | -                              | -                              | -                              | CAR                 | 10                  | 2                   | 4                   | 41    | 5     | 9     |
| 2025                  | Vasco da Gama          | Brasilieirão          | 4           | 0           | 2           | 2               | 0               | 1               | -                 | -                 | -                 | -          | -          | -          | CS                             | 1                              | 0                              | 0                              | CAR                 | 10                  | 0                   | 0                   | 17    | 0     | 3     |
| Sous-total            | Sous-total             | Sous-total            | 44          | 5           | 6           | 10              | 0               | 3               | -                 | -                 | -                 | -          | -          | -          | -                              | 1                              | 0                              | 0                              | -                   | 20                  | 2                   | 4                   | 75    | 7     | 13    |
| Total sur la carrière | Total sur la carrière  | Total sur la carrière | 584         | 119         | 127         | 51              | 12              | 11              | 19                | 1                 | 3                 | 2          | 1          | 0          | -                              | 67                             | 14                             | 15                             | -                   | 20                  | 2                   | 4                   | 743   | 149   | 160   |

## En sélection nationale
| Saison                | Sélection             | Phases finales        | Phases finales | Phases finales | Phases finales | Éliminatoires CDM | Éliminatoires CDM | Éliminatoires CDM | Éliminatoires EURO | Éliminatoires EURO | Éliminatoires EURO | Matchs amicaux | Matchs amicaux | Matchs amicaux | Total | Total | Total |
| Saison                | Sélection             | Compétition           | M              | B              | Pd             | M                 | B                 | Pd                | M                  | B                  | Pd                 | M              | B              | Pd             | M     | B     | Pd    |
| --------------------- | --------------------- | --------------------- | -------------- | -------------- | -------------- | ----------------- | ----------------- | ----------------- | ------------------ | ------------------ | ------------------ | -------------- | -------------- | -------------- | ----- | ----- | ----- |
| 2010-2011             | France                | -                     | -              | -              | -              | -                 | -                 | -                 | 2                  | 0                  | 2                  | 1              | 0              | 0              | 3     | 0     | 2     |
| 2011-2012             | France                | Euro 2012             | -              | -              | -              | -                 | -                 | -                 | -                  | -                  | -                  | -              | -              | -              | 0     | 0     | 0     |
| 2012-2013             | France                | -                     | -              | -              | -              | 0                 | 0                 | 0                 | -                  | -                  | -                  | 2              | 0              | 0              | 2     | 0     | 0     |
| 2013-2014             | France                | Coupe du monde 2014   | -              | -              | -              | 1                 | 0                 | 0                 | -                  | -                  | -                  | 1              | 0              | 0              | 2     | 0     | 0     |
| 2014-2015             | France                | -                     | -              | -              | -              | -                 | -                 | -                 | -                  | -                  | -                  | 8              | 1              | 0              | 8     | 1     | 0     |
| 2015-2016             | France                | Euro 2016             | 7              | 3              | 2              | -                 | -                 | -                 | -                  | -                  | -                  | 4              | 2              | 1              | 11    | 5     | 3     |
| 2016-2017             | France                | -                     | -              | -              | -              | 6                 | 2                 | 2                 | -                  | -                  | -                  | 3              | 0              | 1              | 9     | 2     | 3     |
| 2017-2018             | France                | Coupe du monde 2018   | -              | -              | -              | 2                 | 0                 | 0                 | -                  | -                  | -                  | -              | -              | -              | 2     | 0     | 0     |
| 2018-2019             | France                | -                     | -              | -              | -              | -                 | -                 | -                 | -                  | -                  | -                  | 1              | 0              | 0              | 1     | 0     | 0     |
| Total sur la carrière | Total sur la carrière | Total sur la carrière | 7              | 3              | 2              | 9                 | 2                 | 2                 | 2                  | 0                  | 2                  | 20             | 3              | 2              | 38    | 8     | 8     |

### Liste des matches internationaux
| Matchs internationaux de Dimitri Payet | Matchs internationaux de Dimitri Payet | Matchs internationaux de Dimitri Payet              | Matchs internationaux de Dimitri Payet | Matchs internationaux de Dimitri Payet | Matchs internationaux de Dimitri Payet | Matchs internationaux de Dimitri Payet                                 |
|                                        | Date                                   | Lieu                                                | Adversaire                             | Résultat                               | Compétition                            | Notes                                                                  |
| -------------------------------------- | -------------------------------------- | --------------------------------------------------- | -------------------------------------- | -------------------------------------- | -------------------------------------- | ---------------------------------------------------------------------- |
| 1.                                     | 9 octobre 2010                         | Stade de France, Saint-Denis, France                | Roumanie                               | 2 - 0                                  | Éliminatoires Euro 2012                | Entre en jeu à la place de Mathieu Valbuena à la 68e minute de jeu.    |
| 2.                                     | 12 octobre 2010                        | Stade Saint-Symphorien, Longeville-lès-Metz, France | Luxembourg                             | 2 - 0                                  | Éliminatoires Euro 2012                | Entre en jeu à la place de Florent Malouda à la 63e minute de jeu.     |
| 3.                                     | 17 novembre 2010                       | Stade de Wembley, Londres, Angleterre               | Angleterre                             | 1 - 2                                  | Match amical                           | Entre en jeu à la place de Florent Malouda à la 78e minute de jeu.     |
| 4.                                     | 5 juin 2013                            | Stade Centenario, Montevideo, Uruguay               | Uruguay                                | 1 - 0                                  | Match amical                           | Titulaire.                                                             |
| 5.                                     | 9 juin 2013                            | Arena do Grêmio, Porto Alegre, Brésil               | Brésil                                 | 3 - 0                                  | Match amical                           | Titulaire.                                                             |
| 6.                                     | 14 août 2013                           | Stade Roi Baudouin, Bruxelles, Belgique             | Belgique                               | 0 - 0                                  | Match amical                           | Titulaire et remplacé par Samir Nasri à la 63e minute de jeu.          |
| 7.                                     | 10 septembre 2013                      | Stade central, Golem, Biélorussie                   | Biélorussie                            | 2 - 4                                  | Éliminatoires mondial 2014             | Titulaire et remplacé par Samir Nasri à la 61e minute de jeu.          |
| 8.                                     | 11 octobre 2014                        | Stade de France, Saint-Denis, France                | Portugal                               | 2 - 1                                  | Match amical                           | Entre en jeu à la place de Mathieu Valbuena à la 58e minute de jeu.    |
| 9.                                     | 14 octobre 2014                        | Stade Républicain Vazgen-Sargsian, Erevan, Arménie  | Arménie                                | 0 - 3                                  | Match amical                           | Titulaire et remplacé par Antoine Griezmann à la 60e minute de jeu.    |
| 10.                                    | 14 novembre 2014                       | Stade de la route de Lorient, Rennes, France        | Albanie                                | 1 - 1                                  | Match amical                           | Entre en jeu à la place de Mathieu Valbuena à la 85e minute de jeu.    |
| 11.                                    | 18 novembre 2014                       | Stade Vélodrome, Marseille, France                  | Suède                                  | 1 - 0                                  | Match amical                           | Titulaire et remplacé par Moussa Sissoko à la 61e minute de jeu.       |
| 12.                                    | 26 mars 2015                           | Stade de France, Saint-Denis, France                | Brésil                                 | 1 - 3                                  | Match amical                           | Entre en jeu à la place de Mathieu Valbuena à la 82e minute de jeu.    |
| 13.                                    | 29 mars 2015                           | Stade Geoffroy-Guichard, Saint-Étienne, France      | Danemark                               | 2 - 0                                  | Match amical                           | Titulaire et remplacé par Mathieu Valbuena à la 82e minute de jeu.     |
| 14.                                    | 7 juin 2015                            | Stade de France, Saint-Denis, France                | Belgique                               | 3 - 4                                  | Match amical                           | Entre en jeu à la place Yohan Cabaye à la 46e minute de jeu.           |
| 15.                                    | 13 juin 2015                           | Elbasan Arena, Elbasan, Albanie                     | Albanie                                | 1 - 0                                  | Match amical                           | Titulaire et remplacé par Paul Pogba à la 46e minute de jeu.           |
| 16.                                    | 25 mars 2016                           | Amsterdam ArenA, Amsterdam, Pays-Bas                | Pays-Bas                               | 2 - 3                                  | Match amical                           | Titulaire.                                                             |
| 17.                                    | 29 mars 2016                           | Stade de France, Saint-Denis, France                | Russie                                 | 4 - 2                                  | Match amical                           | Entre en jeu à la place d'Antoine Griezmann à la 62e minute de jeu.    |
| 18.                                    | 30 mai 2016                            | Stade de la Beaujoire, Nantes, France               | Cameroun                               | 3 - 2                                  | Match amical                           | Titulaire.                                                             |
| 19.                                    | 4 juin 2016                            | Stade Saint-Symphorien, Longeville-lès-Metz, France | Écosse                                 | 3 - 0                                  | Match amical                           | Titulaire et remplacé par Anthony Martial à la 46e minute de jeu.      |
| 20.                                    | 10 juin 2016                           | Stade de France, Saint-Denis, France                | Roumanie                               | 2 - 1                                  | Euro 2016 - Grp. A                     | Titulaire et remplacé par Moussa Sissoko à la 92e minute de jeu.       |
| 21.                                    | 15 juin 2016                           | Stade Vélodrome, Marseille, France                  | Albanie                                | 2 - 0                                  | Euro 2016 - Grp. A                     | Titulaire.                                                             |
| 22.                                    | 19 juin 2016                           | Stade Pierre-Mauroy, Villeneuve-d'Ascq, France      | Suisse                                 | 0 - 0                                  | Euro 2016 - Grp. A                     | Entre en jeu à la place de Kingsley Coman à la 63e minute de jeu.      |
| 23.                                    | 26 juin 2016                           | Parc Olympique lyonnais, Décines-Charpieu, France   | République d'Irlande                   | 2 - 1                                  | Euro 2016 - phase finale               | Titulaire.                                                             |
| 24.                                    | 3 juillet 2016                         | Stade de France, Saint-Denis, France                | Islande                                | 5 - 2                                  | Euro 2016 - phase finale               | Titulaire et remplacé par Kingsley Coman à la 80e minute de jeu.       |
| 25.                                    | 7 juillet 2016                         | Stade Vélodrome, Marseille, France                  | Allemagne                              | 2 - 0                                  | Euro 2016 - phase finale               | Titulaire et remplacé par N'Golo Kanté à la 71e minute de jeu.         |
| 26.                                    | 10 juillet 2016                        | Stade de France, Saint-Denis, France                | Portugal                               | 0 - 1                                  | Euro 2016 - finale                     | Titulaire et remplacé par Kingsley Coman à la 58e minute de jeu.       |
| 27.                                    | 1er septembre 2016                     | Stade San Nicola, Bari, Italie                      | Italie                                 | 1 - 3                                  | Match amical                           | Entre en jeu à la place d'Anthony Martial à la 45e minute de jeu.      |
| 28.                                    | 6 septembre 2016                       | Borisov Arena, Borisov, Biélorussie                 | Biélorussie                            | 0 - 0                                  | Éliminatoires mondial 2018             | Entre en jeu à la place d'Anthony Martial à la 57e minute de jeu.      |
| 29.                                    | 7 octobre 2016                         | Stade de France, Saint-Denis, France                | Bulgarie                               | 4 - 1                                  | Éliminatoires mondial 2018             | Titulaire.                                                             |
| 30.                                    | 10 octobre 2016                        | Amsterdam ArenA, Amsterdam, Pays-Bas                | Pays-Bas                               | 0 - 1                                  | Éliminatoires mondial 2018             | Titulaire et remplacé par Anthony Martial à la 67e minute de jeu.      |
| 31.                                    | 11 novembre 2016                       | Stade de France, Saint-Denis, France                | Suède                                  | 2 - 1                                  | Éliminatoires mondial 2018             | Titulaire.                                                             |
| 32.                                    | 15 novembre 2016                       | Stade Bollaert-Delelis, Lens, France                | Côte d'Ivoire                          | 0 - 0                                  | Match amical                           | Titulaire.                                                             |
| 33.                                    | 25 mars 2017                           | Stade Josy-Barthel, Luxembourg, Luxembourg          | Luxembourg                             | 1 - 3                                  | Éliminatoires mondial 2018             | Titulaire et remplacé par Kylian Mbappé à la 78e minute de jeu.        |
| 34.                                    | 2 juin 2017                            | Roazhon Park, Rennes, France                        | Paraguay                               | 5 - 0                                  | Match amical                           | Titulaire et remplacé par Thomas Lemar à la 46e minute de jeu.         |
| 35.                                    | 9 juin 2017                            | Friends Arena, Solna, Suède                         | Suède                                  | 2 - 1                                  | Éliminatoires mondial 2018             | Titulaire et remplacé par Thomas Lemar à la 76e minute de jeu.         |
| 36.                                    | 7 octobre 2017                         | Stade national Vassil-Levski, Sofia, Bulgarie       | Bulgarie                               | 1 - 0                                  | Éliminatoires mondial 2018             | Entre en jeu à la place de Alexandre Lacazette à la 76e minute de jeu. |
| 37.                                    | 10 octobre 2017                        | Stade de France, Saint-Denis, France                | Biélorussie                            | 2 - 1                                  | Éliminatoires mondial 2018             | Entre en jeu à la place de Thomas Lemar à la 83e minute de jeu.        |
| 38.                                    | 11 octobre 2018                        | Stade de Roudourou, Guingamp, France                | Islande                                | 2 - 2                                  | Match amical                           | Entre en jeu à la place d'Ousmane Dembélé à la 67e minute de jeu.      |

### Buts internationaux
| Buts internationaux de Dimitri Payet | Buts internationaux de Dimitri Payet                                              | Buts internationaux de Dimitri Payet                                              | Buts internationaux de Dimitri Payet                                              | Buts internationaux de Dimitri Payet                                              | Buts internationaux de Dimitri Payet                                              | Buts internationaux de Dimitri Payet                                              | Buts internationaux de Dimitri Payet                                              | Buts internationaux de Dimitri Payet                                              |
|                                      | Date                                                                              | Lieu                                                                              | Adversaire                                                                        | Score                                                                             | Résultat                                                                          | Compétition                                                                       | Notes                                                                             | Sel.                                                                              |
| ------------------------------------ | --------------------------------------------------------------------------------- | --------------------------------------------------------------------------------- | --------------------------------------------------------------------------------- | --------------------------------------------------------------------------------- | --------------------------------------------------------------------------------- | --------------------------------------------------------------------------------- | --------------------------------------------------------------------------------- | --------------------------------------------------------------------------------- |
| 1.                                   | 7 juin 2015                                                                       | Stade de France, Saint-Denis, France                                              | Belgique                                                                          | 3 - 4                                                                             | 3 - 4                                                                             | Match amical                                                                      | 90+1e du pied droit                                                               | 14e                                                                               |
| 2.                                   | 29 mars 2016                                                                      | Stade de France, Saint-Denis, France                                              | Russie                                                                            | 3 - 1                                                                             | 4 - 2                                                                             | Match amical                                                                      | 64e c.f du pied droit                                                             | 17e                                                                               |
| 3.                                   | 30 mai 2016                                                                       | Stade de la Beaujoire, Nantes, France                                             | Cameroun                                                                          | 3 - 2                                                                             | 3 - 2                                                                             | Match amical                                                                      | 90e c.f du pied droit                                                             | 18e                                                                               |
| 4.                                   | 10 juin 2016                                                                      | Stade de France, Saint-Denis, France                                              | Roumanie                                                                          | 2 - 1                                                                             | 2 - 1                                                                             | Euro 2016                                                                         | 89e du pied gauche                                                                | 20e                                                                               |
| 5.                                   | 15 juin 2016                                                                      | Stade Vélodrome, Marseille, France                                                | Albanie                                                                           | 2 - 0                                                                             | 2 - 0                                                                             | Euro 2016                                                                         | 90+6e du pied droit                                                               | 21e                                                                               |
| 6.                                   | 3 juillet 2016                                                                    | Stade de France, Saint-Denis, France                                              | Islande                                                                           | 3 - 0                                                                             | 5 - 2                                                                             | Euro 2016                                                                         | 43e du pied gauche                                                                | 24e                                                                               |
| 7.                                   | 7 octobre 2016                                                                    | Stade de France, Saint-Denis, France                                              | Bulgarie                                                                          | 2 - 1                                                                             | 4 - 1                                                                             | Éliminatoires mondial 2018                                                        | 26e du pied droit                                                                 | 29e                                                                               |
| 8.                                   | 11 novembre 2016                                                                  | Stade de France, Saint-Denis, France                                              | Suède                                                                             | 2 - 1                                                                             | 2 - 1                                                                             | Éliminatoires mondial 2018                                                        | 65e du pied droit                                                                 | 31e                                                                               |
| Total                                | 8 buts (6 du pied droit et 2 du pied gauche) dont 2 coups francs en 38 sélections | 8 buts (6 du pied droit et 2 du pied gauche) dont 2 coups francs en 38 sélections | 8 buts (6 du pied droit et 2 du pied gauche) dont 2 coups francs en 38 sélections | 8 buts (6 du pied droit et 2 du pied gauche) dont 2 coups francs en 38 sélections | 8 buts (6 du pied droit et 2 du pied gauche) dont 2 coups francs en 38 sélections | 8 buts (6 du pied droit et 2 du pied gauche) dont 2 coups francs en 38 sélections | 8 buts (6 du pied droit et 2 du pied gauche) dont 2 coups francs en 38 sélections | 8 buts (6 du pied droit et 2 du pied gauche) dont 2 coups francs en 38 sélections |

## Palmarès

### En club
| AS Excelsior                              | LOSC Lille                                  | Olympique de Marseille |
| ----------------------------------------- | ------------------------------------------- | --- |
| - Coupe de la Réunion - Vainqueur en 2004 | - Trophée des champions - Finaliste en 2011 | - Ligue Europa - Finaliste en 2018 - Championnat de France - Vice-champion en 2020 et 2022 - Trophée des champions - Finaliste en 2020 |

### En sélection nationale
| Équipe de France                           |
| ------------------------------------------ |
| - Championnat d'Europe - Finaliste en 2016 |

## Distinctions et records
- Nommé pour le trophée UNFP du meilleur espoir de Ligue 1 en 2007[115]
- Élu Joueur du mois de septembre en Ligue 1 en 2010[116]

- Membre de l'équipe type de Ligue 1 en 2013, 2015[117] et 2022[118].
- Meilleur passeur de Ligue 1 en 2015 (16 passes décisives)[119] et ex æquo en 2013 avec Mathieu Valbuena (12 passes décisives) et en 2018 avec Neymar (13 passes décisives)[120]
- Membre de l'équipe type de Premier League en 2016[121]
- Élu meilleur joueur londonien de Premier League en 2016[43]
- Élu joueur de l’année de West Ham pour la saison 2015-2016[44]
- Membre de l'équipe type de l'Euro 2016[122]
- Classé 17e au Ballon d'Or 2016[123]
- Membre de l'équipe type de la Ligue Europa en 2018[124]
- Meilleur passeur de la Ligue Europa en 2018 (7 passes décisives)[125]
- Élu plus beau but de la Ligue Europa en 2018[126]
- Meilleur passeur de l'histoire de Ligue 1.
- Nommé lors des trophées UNFP du meilleur joueur de Ligue 1 en 2022
- Membre de l'équipe type de la Ligue Europa Conférence 2021-2022[127]
- Plus beau but de la saison en Ligue Europa Conférence 2021-2022 (demi-volée lors de la victoire de l'OM 2-1 contre le PAOK Salonique en quart de finale le 7 avril 2022 au stade Vélodrome)[127]
- Vainqueur avec le Vasco da Gama du Trophée Juan Ahuntchain en 2024 lors de la Serie Río de La Plata, en battant le Club Deportivo Maldonado
- Vainqueur avec le Vasco da Gama du Trophée Pablo Guiñazú en 2024 lors de la Série Río de La Plata, en battant le Club Atlético San Lorenzo de Almagro
- Premier joueur de Ligue 1 à atteindre un total de 100 buts et 100 passes décisives dans sa carrière[128]
- Troisième joueur de l'Olympique de Marseille le plus capé de l’histoire de la ligue 1 avec 259 matchs, derrière Steve Mandanda (469 matchs) et Roger Scotti (308 matchs)[129]
- De 2012 à 2022, il est le joueur qui a créé le plus d’occasions dans les cinq grands championnats européens avec 979, devant Kevin De Bruyne (885), Lionel Messi (789)[130]

## Décorations
- Chevalier de l'ordre national du Mérite en 2022[131],[132]

## Vie privée
Il est le père de trois garçons et d’une fille qu'il a eu avec sa compagne Ludivine : Noa né en septembre 2009, Milan né en juillet 2013, Pharrell né en septembre 2015 et Tiana née en novembre 2020.

## Accusation d'agression
En avril 2025, Dimitri Payet est entendu par la police au Brésil. Il est accusé par une femme de l'avoir violentée dans le cadre d'une relation extra-conjugale. Celui-ci se défend en affirmant que la relation est « basée sur la pratique sadomasochiste ».

## Filmographie
- 2022 : Classico de Nathanaël Guedj et Adrien Piquet-Gauthier : lui-même
- 2022 : Les SEGPA d'Ali et Hakim Bougheraba : lui-même